# Santi presentano una devota alla Vergine e al Bambino
Santi presentano una devota alla Vergine e al Bambino è un dipinto di Giambattista Pittoni, eseguito nel 1720 e conservato nella collezione permanente del The Cleveland Museum of Art negli Stati Uniti..

## Mostre
- The Year in Review for 1982. The Cleveland Museum of Art, Cleveland, OH (organizer) (dal 5 gennaio al 6 febbraio 1983).
- The Allure of La Serenissima: Eighteenth-Century Venetian Art. Oklahoma City Museum of Art (organizer) (dal 9 settembre 2010 al 2 gennaio al 9 settembre 2011).